# خانواده (فیلم ۲۰۰۱)
خانواده (انگلیسی: Family) یک فیلم یاکوزایی ژاپنی به کارگردانی تاکاشی میکه است که در سال ۲۰۰۱ منتشر شد. از بازیگران آن می‌توان به کوئیچی ایواکی اشاره کرد.